# Munsee-Delaware Nation 1
La Munsee-Delaware Nation No. 1 est une réserve indienne de la Thames River à 24 km à l'ouest de St. Thomas (Ontario) au Canada. Sa surface est de 10,7 km2. La Première Nation Munsee-Delaware a enregistré une population de 524 habitants en avril 2004, dont 163 vivaient dans la réserve.
Les membres de la branche Munsee de la nation Lenapes (Delaware) arrivèrent dans la région au XVIIIe siècle. Le Lieutenant-gouverneur, John Graves Simcoe, encouragea les Munsee les Munsee à s'installer ici bien que les Chippewa s'y étaient déjà établis. En 1819, la réserve Chippewa of the Thames fut créée, et en 1840 les Munsee et les Chippewa tombèrent finalement d'accord sur le partage des terres. En 1967 la part revenant aux Munsee devint une portion de l'actuelle réserve, qui a été établie par Order-in-Council.

## Géographie
La réserve se trouve à 42° 47′ 55″ N, 81° 29′ 07″ O.
À un peu moins de 2km au sud se trouve la Thames River.

## Compléments